# Осмех Мона Лизе
Осмех Мона Лизе (енгл. Mona Lisa Smile) је америчка романтична драма из 2003. године са Џулијом Робертс у главној улози. Робертсова је за ову улогу добила 25 милиона долара што је тада била највећа зарада коју је једна глумица икада имала.

## Радња
Године 1953, тридесетогодишња Кетрин добија посао професорке историје уметности у једној конзервативној приватној школи за девојке. Већ на првом часом види да су девојке дословце научиле градиво, међутим схвата и да је то градиво, оно које није штетно за младе ученице. Кетрин стога покушава да ослободи њихов дух, да пробуди искрено занимање за историју уметности, и да их подстакне да буду индивидуалне и да се критички односе према стварима о којима су морале ћутати. Уверава их да дела стара неколико векова нису најлепша и једина вредна пажње, уводи их у модерну уметност и захтева да активно учествују у часу. Девојке ће ускоро једва чекати часове, код професорке за коју су у почетку мислиле да, због таквог начина предавања, у школи неће остати ни недељу дана. Међутим, поред изузетног успеха постигнутог у школи, Кетрин прате и бројне невоље. Заљубљује се у свог колегу, професора италијанског, знајући да је пре ње имао неколико афера са ученицама, а истовремено се сукобљава са директорком школе јер ова није задовољна превише авангардним часовима историје уметности.

## Улоге
| Глумац           | Улога                  |
| ---------------- | ---------------------- |
| Џулија Робертс   | Кетрин Ен Вотсон       |
| Кирстен Данст    | Елизабет „Бети” Ворен  |
| Меги Џиленхол    | Жизел Леви             |
| Џулија Стајлс    | Џоен Брендвин          |
| Џинифер Гудвин   | Констанс „Кони” Бејкер |
| Доминик Вест     | Бил                    |
| Марша Геј Харден | Ненси Еби              |
| Тори Ејмос       | певачица               |
| Џон Слетери      | Пол Мур                |
| Тофер Грејс      | Томи                   |